# Llista de monuments de la Seu d'Urgell
Llista de monuments de la Seu d'Urgell inclosos en l'Inventari del Patrimoni Arquitectònic Català per al municipi de la Seu d'Urgell (Alt Urgell). Inclou els inscrits en el Registre de Béns Culturals d'Interès Nacional (BCIN) amb la classificació de monuments històrics, els Béns Culturals d'Interès Local (BCIL) de caràcter immoble i la resta de béns arquitectònics integrants del patrimoni cultural català.
| Monument                                                     | Protecció    | Estil/època                                | Localització                                                                                 | Coordenades                                          | Codi?         | Imatge |
| ------------------------------------------------------------ | ------------ | ------------------------------------------ | -------------------------------------------------------------------------------------------- | ---------------------------------------------------- | ------------- | --- |
| Catedral de Santa Maria                                      | BCIN 211-MH  | Romànic XII                                | La Seu d'Urgell                                                                              | 42° 21′ 28″ N, 1° 27′ 43″ E / 42.357851°N,1.461917°E | RI-51-0000689 | Catedral de Santa Maria (la Seu d'Urgell) · Vegeu més fotos d'aquest monument · Carregueu una nova foto d'aquest monument                                      |
| Castell i Ciutadella de Castellciutat, amb la Torre Blanca   | BCIN 1565-MH | Romànic, barroc XII, XVII-XVIII, XX Mitjan | La Seu d'Urgell                                                                              | 42° 21′ 06″ N, 1° 26′ 28″ E / 42.351651°N,1.441018°E | RI-51-0006484 | Castell i Ciutadella de Castellciutat (la Seu d'Urgell) · Vegeu més fotos d'aquest monument · Carregueu una nova foto d'aquest monument                        |
| Torre de Solsona                                             | BCIN 1566-MH | Romànic XIII, XV                           | La Seu d'Urgell                                                                              | 42° 21′ 41″ N, 1° 26′ 59″ E / 42.361430°N,1.449725°E | RI-51-0006485 | Torre de Solsona (la Seu d'Urgell) · Vegeu més fotos d'aquest monument · Carregueu una nova foto d'aquest monument                                             |
| El Deganat                                                   |              | Romànic XVI                                | La Seu d'Urgell                                                                              | 42° 21′ 26″ N, 1° 27′ 43″ E / 42.357264°N,1.462019°E | IPA-459       | El Deganat (la Seu d'Urgell) · Vegeu més fotos d'aquest monument · Carregueu una nova foto d'aquest monument                                                   |
| Palau Episcopal                                              | BCIL 2003    | Gòtic XV                                   | La Seu d'Urgell Pl. Pati del Palau, 1-5                                                      | 42° 21′ 24″ N, 1° 27′ 44″ E / 42.356707°N,1.462294°E | IPA-15753     | Palau Episcopal (la Seu d'Urgell) · Vegeu més fotos d'aquest monument · Carregueu una nova foto d'aquest monument                                              |
| Església de Sant Domènec, Convent de Sant Domingo            | BCIL 2005    | Gòtic XV                                   | La Seu d'Urgell Pl. Sant Domènec, 13 - pl. dels Oms, 3                                       | 42° 21′ 30″ N, 1° 27′ 45″ E / 42.358419°N,1.462380°E | IPA-15755     | Església de Sant Domènec (la Seu d'Urgell) · Vegeu més fotos d'aquest monument · Carregueu una nova foto d'aquest monument                                     |
| Parador Nacional de Turisme de la Seu d'Urgell               |              | Darreres tendències XX                     | La Seu d'Urgell                                                                              | 42° 21′ 32″ N, 1° 27′ 43″ E / 42.358793°N,1.462079°E | IPA-15757     | Parador Nacional de Turisme de la Seu d'Urgell · Vegeu més fotos d'aquest monument · Carregueu una nova foto d'aquest monument                                 |
| Convent de Sant Agustí                                       | BCIL 2010    | Gòtic XVI                                  | La Seu d'Urgell C. Lluís de Sabater, 10                                                      | 42° 21′ 19″ N, 1° 27′ 41″ E / 42.355286°N,1.461469°E | IPA-15758     | Convent de Sant Agustí (la Seu d'Urgell) · Vegeu més fotos d'aquest monument · Carregueu una nova foto d'aquest monument                                       |
| Seminari Conciliar                                           | BCIL 2003    | Historicisme XIX                           | La Seu d'Urgell C. del Bisbe Benlloch, 9                                                     | 42° 21′ 36″ N, 1° 27′ 42″ E / 42.359943°N,1.461711°E | IPA-15759     | Seminari Conciliar (la Seu d'Urgell) · Vegeu més fotos d'aquest monument · Carregueu una nova foto d'aquest monument                                           |
| Convent de la Sagrada Família                                | BCIL 2003    | Eclecticisme XX                            | La Seu d'Urgell Pg. Joan Brudieu, 1                                                          | 42° 21′ 17″ N, 1° 27′ 38″ E / 42.354595°N,1.460621°E | IPA-15760     | Convent de la Sagrada Família (la Seu d'Urgell) · Vegeu més fotos d'aquest monument · Carregueu una nova foto d'aquest monument                                |
| Església parroquial de Santa Magdalena                       |              | Darreres tendències                        | La Seu d'Urgell                                                                              | 42° 21′ 13″ N, 1° 27′ 20″ E / 42.353711°N,1.455522°E | IPA-15761     | Església parroquial de Santa Magdalena (la Seu d'Urgell) · Vegeu més fotos d'aquest monument · Carregueu una nova foto d'aquest monument                       |
| Mesures de la bladeria                                       | BCIL 2003    | Gòtic Medieval-XIX                         | La Seu d'Urgell C. Major, 14                                                                 | 42° 21′ 29″ N, 1° 27′ 40″ E / 42.358074°N,1.460977°E | IPA-15762     | Mesures de la bladeria (la Seu d'Urgell) · Vegeu més fotos d'aquest monument · Carregueu una nova foto d'aquest monument                                       |
| Ca l'Armenter                                                | BCIL 2003    | Gòtic Medieval                             | La Seu d'Urgell C. dels Canonges, 19                                                         | 42° 21′ 25″ N, 1° 27′ 41″ E / 42.356925°N,1.461478°E | IPA-15763     | Ca l'Armenter (la Seu d'Urgell) · Vegeu més fotos d'aquest monument · Carregueu una nova foto d'aquest monument                                                |
| Cal Botxí, Ca la Truita, Cal Salsas                          |              | Obra popular Medieval                      | La Seu d'Urgell C. Canonges, 48                                                              | 42° 21′ 24″ N, 1° 27′ 41″ E / 42.35663°N,1.46143°E   | IPA-15764     | Carregueu una nova foto d'aquest monument |
| Cal Rogé                                                     | BCIL 2003    | Gòtic Medieval                             | La Seu d'Urgell C. dels Canonges, 15                                                         | 42° 21′ 26″ N, 1° 27′ 41″ E / 42.357133°N,1.461445°E | IPA-15765     | Cal Rogé (la Seu d'Urgell) · Vegeu més fotos d'aquest monument · Carregueu una nova foto d'aquest monument                                                     |
| Cal Silvestre                                                |              | Obra popular                               | La Seu d'Urgell C. dels Canonges                                                             |                                                      | IPA-15766     | Carregueu una nova foto d'aquest monument |
| Antics Jutjats, Casa dels Infants Expòsits                   | BCIL 2003    | Neoclassicisme XIX                         | La Seu d'Urgell Pati del Palau, 6                                                            | 42° 21′ 23″ N, 1° 27′ 44″ E / 42.356373°N,1.462172°E | IPA-15767     | Antics Jutjats (la Seu d'Urgell) · Vegeu més fotos d'aquest monument · Carregueu una nova foto d'aquest monument                                               |
| Ajuntament de la Seu d'Urgell                                | BCIL 2003    | Obra popular                               | La Seu d'Urgell Pl. dels Oms, 1                                                              | 42° 21′ 29″ N, 1° 27′ 45″ E / 42.358033°N,1.462441°E | IPA-15769     | Ajuntament de la Seu d'Urgell · Vegeu més fotos d'aquest monument · Carregueu una nova foto d'aquest monument                                                  |
| Ca Don Llorenç                                               | BCIL 2003    | Eclecticisme                               | La Seu d'Urgell C. Major, 28                                                                 | 42° 21′ 28″ N, 1° 27′ 38″ E / 42.357801°N,1.460601°E | IPA-15770     | Carregueu una nova foto d'aquest monument |
| Escorxador                                                   | BCIL 2003    | Modernisme                                 | La Seu d'Urgell Camí de la Planca, 29                                                        | 42° 21′ 09″ N, 1° 27′ 22″ E / 42.352491°N,1.456179°E | IPA-15771     | Carregueu una nova foto d'aquest monument |
| Institut Joan Brudieu                                        |              | Darreres tendències                        | La Seu d'Urgell                                                                              | 42° 21′ 10″ N, 1° 27′ 27″ E / 42.352886°N,1.457403°E | IPA-15772     | Institut Joan Brudieu (la Seu d'Urgell) · Vegeu més fotos d'aquest monument · Carregueu una nova foto d'aquest monument                                        |
| Capella de la Mare de Déu dels Dolors                        | BCIL 2003    | Gòtic tardà                                | La Seu d'Urgell C. Ramon Llambard, 15                                                        | 42° 21′ 26″ N, 1° 27′ 45″ E / 42.357347°N,1.462483°E | IPA-15773     | Carregueu una nova foto d'aquest monument |
| Cal Mossèn Andreu                                            |              | Obra popular, Noucentisme XIX, XX          | La Seu d'Urgell Pl. Patalín, 1 - c. Major - c. de la Roda                                    | 42° 21′ 27″ N, 1° 27′ 39″ E / 42.35744°N,1.46093°E   | IPA-15774     | Cal Mossèn Andreu (la Seu d'Urgell) · Vegeu més fotos d'aquest monument · Carregueu una nova foto d'aquest monument                                            |
| Església parroquial de Sant Feliu                            | BCIL 2003    | Obra popular                               | La Seu d'Urgell Castellciutat                                                                | 42° 21′ 18″ N, 1° 26′ 36″ E / 42.355121°N,1.443418°E | IPA-15777     | Església parroquial de Sant Feliu (la Seu d'Urgell) · Vegeu més fotos d'aquest monument · Carregueu una nova foto d'aquest monument                            |
| Pont de Castellciutat                                        |              | Obra popular XIX                           | La Seu d'Urgell                                                                              | 42° 21′ 25″ N, 1° 26′ 55″ E / 42.357054°N,1.448631°E | IPA-15778     | Pont de Castellciutat (la Seu d'Urgell) · Vegeu més fotos d'aquest monument · Carregueu una nova foto d'aquest monument                                        |
| Capella de Sant Esteve                                       |              | Obra popular XIX                           | La Seu d'Urgell Les Cases Roges                                                              | 42° 21′ 46″ N, 1° 27′ 06″ E / 42.362845°N,1.451586°E | IPA-15779     | Carregueu una nova foto d'aquest monument |
| Església de Sant Esteve del Pont                             | BCIL 2003    | Romànic XII                                | La Seu d'Urgell Camí de Sant Esteve                                                          | 42° 22′ 07″ N, 1° 27′ 10″ E / 42.368474°N,1.452662°E | IPA-15781     | Església de Sant Esteve del Pont (la Seu d'Urgell) · Vegeu més fotos d'aquest monument · Carregueu una nova foto d'aquest monument                             |
| Bigues de Cal Pinellet                                       | BCIL 2003    | Barroc XVII-XVIII                          | La Seu d'Urgell C. Major, 49                                                                 | 42° 21′ 24″ N, 1° 27′ 40″ E / 42.356643°N,1.461078°E | IPA-25280     | Carregueu una nova foto d'aquest monument |
| Església de la Immaculada del Col·legi de Companyia de Maria | BCIL 2003    | Barroc XVIII Mitjan                        | La Seu d'Urgell Placeta de les Monges, 13                                                    | 42° 21′ 29″ N, 1° 27′ 36″ E / 42.358152°N,1.459967°E | IPA-25282     | Església de la Immaculada del Col·legi de Companyia de Maria (la Seu d'Urgell) · Vegeu més fotos d'aquest monument · Carregueu una nova foto d'aquest monument |
| Seu del Consell Comarcal de l'Alt Urgell, Torre Alsina       | BCIL 2006    | Eclecticisme XX Inici                      | La Seu d'Urgell Joan Brudieu, 15                                                             | 42° 21′ 21″ N, 1° 27′ 35″ E / 42.355845°N,1.459698°E | IPA-31204     | Seu del Consell Comarcal de l'Alt Urgell (la Seu d'Urgell) · Vegeu més fotos d'aquest monument · Carregueu una nova foto d'aquest monument                     |
| Edifici Caixa de Pensions                                    |              | Obra popular XX                            | La Seu d'Urgell Nucli del poble                                                              | 42° 21′ 23″ N, 1° 27′ 30″ E / 42.35626°N,1.4584°E    | IPA-38305     | Carregueu una nova foto d'aquest monument |
| Claustre de Racionero                                        |              | Obra popular XX                            | La Seu d'Urgell Parc de la Valira                                                            | 42° 21′ 33″ N, 1° 27′ 10″ E / 42.35921°N,1.45286°E   | IPA-38306     | Claustre de Racionero (la Seu d'Urgell) · Vegeu més fotos d'aquest monument · Carregueu una nova foto d'aquest monument                                        |
| Can Moncasi                                                  | BCIL 2003    | XX                                         | La Seu d'Urgell Av. Joan Garriga i Massó, 48 - c. Bisbe Benlloch - c. Capdevila              | 42° 21′ 33″ N, 1° 27′ 35″ E / 42.359163°N,1.459778°E | IPA-40185     | Carregueu una nova foto d'aquest monument |
| Font del carrer Capdevila                                    | BCIL 2003    | XVII                                       | La Seu d'Urgell C. Capdevila, 40                                                             | 42° 21′ 32″ N, 1° 27′ 36″ E / 42.358894°N,1.459873°E | IPA-40186     | Carregueu una nova foto d'aquest monument |
| Can Mossèn Poldo, Espai Ermengol, Museu de la Ciutat         | BCIL 2003    | Noucentisme XX                             | La Seu d'Urgell C. Major, 8                                                                  | 42° 21′ 29″ N, 1° 27′ 41″ E / 42.358154°N,1.461448°E | IPA-40188     | Can Mossèn Poldo (la Seu d'Urgell) · Vegeu més fotos d'aquest monument · Carregueu una nova foto d'aquest monument                                             |
| Cal Benet de Gósol, Cal Ganyet, Cal Perdiuet                 | BCIL 2003    | XX                                         | La Seu d'Urgell Pl. del Pati del Palau, 7 - c. Sant Roc, 4                                   | 42° 21′ 23″ N, 1° 27′ 43″ E / 42.356478°N,1.461869°E | IPA-40189     | Carregueu una nova foto d'aquest monument |
| Cal Patalín                                                  | BCIL 2003    | XIX                                        | La Seu d'Urgell Pl. Patalín, 2                                                               | 42° 21′ 27″ N, 1° 27′ 40″ E / 42.357412°N,1.461042°E | IPA-40190     | Cal Patalín (la Seu d'Urgell) · Vegeu més fotos d'aquest monument · Carregueu una nova foto d'aquest monument                                                  |
| Hotel Andria                                                 | BCIL 2003    | Eclecticisme XIX, XX                       | La Seu d'Urgell Pg. Joan Brudieu, 24 - c. Fra Andreu Capellà, 1-3                            | 42° 21′ 23″ N, 1° 27′ 36″ E / 42.356376°N,1.460119°E | IPA-40191     | Hotel Andria (la Seu d'Urgell) · Vegeu més fotos d'aquest monument · Carregueu una nova foto d'aquest monument                                                 |
| La Missió                                                    | BCIL 2003    | Eclecticisme XIX, XX                       | La Seu d'Urgell C. Sant Josep de Calassanç, 4 - ptge. de la Missió                           | 42° 21′ 25″ N, 1° 27′ 36″ E / 42.357010°N,1.460040°E | IPA-40192     | La Missió (la Seu d'Urgell) · Vegeu més fotos d'aquest monument · Carregueu una nova foto d'aquest monument                                                    |
| Cal Mallol                                                   | BCIL 2003    | XX                                         | La Seu d'Urgell C. Sant Ermengol, 86                                                         | 42° 21′ 26″ N, 1° 27′ 09″ E / 42.357162°N,1.452491°E | IPA-40193     | Carregueu una nova foto d'aquest monument |
| Can Molines                                                  | BCIL 2003    | Eclecticisme XIX                           | La Seu d'Urgell C. Pau Claris, 15                                                            | 42° 21′ 29″ N, 1° 27′ 32″ E / 42.357943°N,1.458750°E | IPA-40194     | Carregueu una nova foto d'aquest monument |
| Cal Feliuet                                                  | BCIL 2003    | Eclecticisme XX                            | La Seu d'Urgell Pl. de l'Arbre, 1, Castellciutat                                             | 42° 21′ 22″ N, 1° 26′ 39″ E / 42.356015°N,1.444137°E | IPA-40197     | Carregueu una nova foto d'aquest monument |
| Fàbrica de Llana                                             | BCIL 2003    | XIX                                        | La Seu d'Urgell Al nord-est de Castellciutat, al costat occidental del riu La Valira         | 42° 21′ 23″ N, 1° 26′ 55″ E / 42.356447°N,1.448692°E | IPA-40198     | Carregueu una nova foto d'aquest monument |
| Cal Boets, Torre Llardona, Cal Rispa                         | BCIL 2003    | XX                                         | La Seu d'Urgell C. Capdevila, 16 - c. de la Palma                                            | 42° 21′ 30″ N, 1° 27′ 38″ E / 42.358426°N,1.460552°E | IPA-40199     | Carregueu una nova foto d'aquest monument |
| Cal Tonipal, Borda Tonipal                                   | BCIL 2003    |                                            | La Seu d'Urgell Ctra. N260, direcció Castellciutat, abans de km 228, desviament a l'esquerra | 42° 21′ 35″ N, 1° 27′ 08″ E / 42.35985°N,1.45217°E   | IPA-40200     | Carregueu una nova foto d'aquest monument |
| Cal Tarragona                                                | BCIL 2003    | XIX                                        | La Seu d'Urgell C. Major, 24                                                                 | 42° 21′ 29″ N, 1° 27′ 38″ E / 42.357922°N,1.460598°E | IPA-40201     | Cal Tarragona (la Seu d'Urgell) · Vegeu més fotos d'aquest monument · Carregueu una nova foto d'aquest monument                                                |
| Cal Serrano, Cal Sans                                        | BCIL 2003    | Gòtic XIV, XVII, XX                        | La Seu d'Urgell C. de Santa Maria, 2-4 - c. Major, 25 - c. de la Roda, 7                     | 42° 21′ 28″ N, 1° 27′ 39″ E / 42.357669°N,1.460797°E | IPA-40202     | Cal Serrano (la Seu d'Urgell) · Vegeu més fotos d'aquest monument · Carregueu una nova foto d'aquest monument                                                  |
| Can Fiter, Cal Marquès, Cal Mossèn Marfany                   | BCIL 2003    | Eclecticisme XIX                           | La Seu d'Urgell C. Major, 6 - c. Sant Nicolau                                                | 42° 21′ 29″ N, 1° 27′ 42″ E / 42.358172°N,1.461600°E | IPA-40203     | Can Fiter (la Seu d'Urgell) · Vegeu més fotos d'aquest monument · Carregueu una nova foto d'aquest monument                                                    |
| Cal Fornesa                                                  | BCIL 2003    | Eclecticisme XX                            | La Seu d'Urgell C. Portal de Cerdanya, 3                                                     | 42° 21′ 30″ N, 1° 27′ 45″ E / 42.358335°N,1.462521°E | IPA-40204     | Carregueu una nova foto d'aquest monument |
| Taula de vendre carn, Cal Julià Alvinyà, Cal Rata            | BCIL 2003    | Obra popular                               | La Seu d'Urgell C. Major, 38 - c. Jueus                                                      | 42° 21′ 27″ N, 1° 27′ 39″ E / 42.357534°N,1.460701°E | IPA-40205     | Carregueu una nova foto d'aquest monument |
| Cal Llangot                                                  | BCIL 2003    | Eclecticisme XX                            | La Seu d'Urgell Pg. Joan Brudieu, 7 - c. de l'Orri - c. del Bisbe Guitart                    | 42° 21′ 20″ N, 1° 27′ 36″ E / 42.355518°N,1.459961°E | IPA-40206     | Cal Llangot (la Seu d'Urgell) · Vegeu més fotos d'aquest monument · Carregueu una nova foto d'aquest monument                                                  |
| Cal Nesqui, Cal Nesquí                                       | BCIL 2003    | XX                                         | La Seu d'Urgell Pg. Joan Brudieu, 5                                                          | 42° 21′ 19″ N, 1° 27′ 36″ E / 42.355214°N,1.460090°E | IPA-40207     | Cal Nesqui (la Seu d'Urgell) · Vegeu més fotos d'aquest monument · Carregueu una nova foto d'aquest monument                                                   |
| Casa Cusí                                                    |              | Racionalisme XX                            | La Seu d'Urgell C. Sant Ermengol, 67                                                         | 42° 21′ 24″ N, 1° 27′ 12″ E / 42.35678°N,1.45322°E   | IPA-46441     | Carregueu una nova foto d'aquest monument |
| Església del Convent de la Sagrada Família d'Urgell          |              | Racionalisme XX                            | La Seu d'Urgell Pg. de Joan Brudieu - c. Mare Janer                                          | 42° 21′ 17″ N, 1° 27′ 37″ E / 42.35472°N,1.46027°E   | IPA-46443     | Carregueu una nova foto d'aquest monument |
| Casa Galindo                                                 | BCIL 2003    | Darreres tendències XX                     | La Seu d'Urgell C. Sant Ermengol, 90                                                         | 42° 21′ 25″ N, 1° 27′ 07″ E / 42.35701°N,1.45188°E   | IPA-46448     | Carregueu una nova foto d'aquest monument |